# Maraqopa
Maraqopa är det elfte albumet från amerikanska singer/songwritern Damien Jurado, utgivet den 21 februari 2012. Producent var Richard Swift.

## Låtlista
| Nr  | Titel                     | Längd |
| --- | ------------------------- | ----- |
| 1.  | Nothing Is the News       | 5:34  |
| 2.  | Life Away from the Garden | 2:51  |
| 3.  | Maraqopa                  | 3:41  |
| 4.  | This Time Next Year       | 3:59  |
| 5.  | Reel to Reel              | 4:31  |
| 6.  | Working Titles            | 3:44  |
| 7.  | Everyone a Star           | 4:21  |
| 8.  | So On, Nevada             | 2:31  |
| 9.  | Museum of Flight          | 2:49  |
| 10. | Mountains Still Asleep    | 2:18  |